# أندي ريد
أندي ريد (بالإنجليزية: Andy Reid)‏ (مواليد 29 يوليو 1982 في دبلن - جمهورية أيرلندا) لاعب كرة قدم أيرلندي يلعب حاليا لصالح نادي الدرجة الممتازة سندرلاند الإنجليزي منذ 2008 في مركز الوسط المحوري .

## وصلات خارجية
- أندي ريد على موقع الاتحاد الدولي (مؤرشف)  (الإنجليزية)
- أندي ريد على موقع الاتحاد الأوربي (الإنجليزية)
- أندي ريد على موقع قاعدة بيانات كرة القدم.إي يو (الإنجليزية)
- أندي ريد على موقع ناشيونال فوتبول تيمز (الإنجليزية)
- أندي ريد على موقع Soccerbase.com (لاعب) (الإنجليزية)
- أندي ريد على موقع Soccerway.com (الإنجليزية)
- أندي ريد على موقع عالم كرة القدم.نت (الإنجليزية)